# Hrvatski narodni pokret – slobodna Hrvatska
Hrvatski narodni pokret – slobodna Hrvatska organizacija je koja je ilegalno djelovala u Jugoslaviji, a u Republici Hrvatskoj transformirala se u političku stranku kratkog vijeka trajanja (1994. – 1999.)
Hrvatski narodni pokret – slobodna Hrvatska (HNP-SH) ilegalno je utemeljena organizacija, u Zagrebu 1. svibnja 1965. godine, u doba Rankovićeva terora nad Hrvatima. Ideju o osnivanju tog pokreta donijela je grupa zatvorenika predvođena Matom Čavarom u logoru na Svetome Grguru, koji su se našli u nemilosti komunističkih vlasti. U vrijeme Hrvatskog proljeća sedamdesetih godina HNP-SH djelovao je tajnim akcijama, simbolima i pismima među Hrvatima. Nakon sloma Hrvatskog proljeća jedan dio čelnih osoba toga pokreta morao je napustiti Hrvatsku i nastaniti se u inozemstvu, ali je dio njih nastavio održavati veze s članovima HNP-SH u domovini.
Članovi pokreta 1974. godine uspjeli su, uz dosta velike poteškoće, organizirati Hrvatsko narodno vijeće u Torontu u Kanadi. Jedan od predsjednika tog Hrvatskog narodnog vijeća, ujedno i posljednji, bio je i Mate Meštrović, sin Ivana Meštrovića. Mate Meštrović je taj HNV raspustio u Zagrebu nakon što su Franjo Tuđman i HDZ preuzeli vlast u Hrvatskoj. Ipak, to nije značilo i kraj Hrvatskog narodnog pokreta - slobodna Hrvatska. Tako je HNP-SH Mate Čavar pretvorio u političku stranku - 3. srpnja 1993. održana je osnivačka sjednica HNP-SH-a na kojoj je donijet statut. Sjedište HNP-SH bilo je u Zagrebu, na adresi Dubrovačka avenija 15. Stranka je službeno počela postojati 21. siječnja 1994. godine, a predsjednik je bio Čavar. HNP-SH ulazi 1997. godine u konzervativnu udrugu “Okupljanje za Hrvatsku” pod vodstvom Hrvatske stranke prava. U udrugu su bili uključeni Hrvatska stranka prava (HSP), Hrvatska demokratska stranka prava (HDSP), Hrvatski narodni pokret – slobodna Hrvatska (HNP-SH), Hrvatski oslobodilački pokret (HOP) i Stranka hrvatskog državnog prava (SHDP).  To međutim nije poboljšalo slabe rezultate HNP-SH-a, pa je stranka službeno prestala postojati 30. rujna 1999.
Ono što se zapravo dogodilo jest da su se Mate Čavar i Krešimir Pavelić (Pavelić je još za vrijeme Jugoslavije bio u Hrvatskom narodnom pokretu – slobodna Hrvatska i imao je dobre odnose s Čavarom) dogovorili da će ujediniti svoje stranke. Pavelić je, naime, bio predsjednik Hrvatske demokratske stranke prava, koju je osnovao 1991./1992. nakon što je došlo do raskola u Hrvatskoj stranci prava povodom odluke osnivača i predsjednika HSP-a Dobroslava Parage i dopredsjednika Ante Paradžika da osnuju Hrvatske obrambene snage. Pavelićeva Hrvatska demokratska stranka prava (HDSP) nije polučila rezultate slično kao ni Čavarova stranka pa je tako Sabor HNP-SH u Zagrebu 4. rujna 1999. godine donio novi statut kojim je de facto proglašena nova stranka - Hrvatski pravaški pokret - Slobodna Hrvatska.
Ubrzo je dobila ime Hrvatski pravaški pokret (HPP), a službeno je osnovana 9. prosinca 2000. Sjedište te stranke, nastale ujedinjenjem Pavelićeve Hrvatske demokratske stranke prava i Čavarova Hrvatskog narodnog pokreta – slobodna Hrvatska, bilo je u Ljevakovićevoj ulici u Zagrebu. Čavar se sve više povlači iz politike te je to bio i konačan kraj toga pokreta/organizacije/stranke.